# 제천 신륵사 삼층석탑
제천 신륵사 삼층석탑(堤川 神勒寺 三層石塔)은 충청북도 제천시 덕산면, 신륵사에 있는 고려시대의 삼층석탑이다. 1999년 6월 23일 대한민국의 보물 제1296호로 지정되었다.

## 개요
이 서탑은 통일신라의 이형적인 석탑양식을 계승한 삼층석탑으로 정상부근에는 원형의 상륜부가 남아있다.
간결한 구조의 장중한 양식이 조화된 이 탑은 높이가 6m이고 1.46m의 장방형 기단 위에 3층의 몸돌이 올려져 있으며 불국사의 석가탑을 방불케 할 만큼 정교하교 장중한 미를 지니고 있다.
이탑은 1981년 1월 해체 복원하였는데 기단 내부에서 108개의 흙으로 만든 탑과 2개의 사리함 조각이 발견되었다.

## 같이 보기
- 신륵사

## 참고 자료
- 제천 신륵사 삼층석탑 - 국가유산청 국가유산포털